# Třída Jamato
Třída Jamato (japonsky 大和型戦艦, Jamato-gata senkan) byla třída dvou bitevních lodí císařského japonského námořnictva, Jamato a Musaši, jejichž stavba byla započata v období před druhou světovou válkou a které byly dokončeny podle původního návrhu. Trup třetí jednotky, založený v roce 1940, byl během stavby přestavěn na letadlovou loď Šinano.
Při plném výtlaku dosahujícím téměř 72 000 T (73 000 t) se jednalo o největší bitevní lodě, jaké kdy byly postaveny. Třída Jamato byla rovněž vybavena největší dělostřeleckou výzbrojí, jaká kdy byla na válečné lodi instalována – devíti 460mm děly, z nichž každé dokázalo vystřelit granát o hmotnosti 1 460 kg  na vzdálenost až 42 km.
Vzhledem ke spotřebě paliva a hrozbě ze strany amerických ponorek a letadlových lodí strávily Jamato i Musaši většinu své služby zakotveny v námořních základnách v Bruneji, Truku a Kure, přičemž byly několikrát nasazeny do boje v reakci na americké nálety na japonské základny.
Všechny tři lodě byly potopeny americkým námořnictvem: Musaši během leteckých útoků v Bitvě u Leyte v říjnu 1944, Šinano v listopadu 1944 po zásahu torpédy z ponorky USS Archerfish, když byla na cestě z Jokosuky do Kure k dovybavení výzbrojí, a Jamato v dubnu 1945 palubními letouny při plavbě z Japonska na Okinawu v rámci operace Ten-gó.

## Pozadí vzniku
Koncepce bitevních lodí třídy Jamato byla utvářena expanzionistickými tendencemi uvnitř japonské vlády, rostoucí průmyslovou kapacitou Japonska a potřebou vybudovat loďstvo dostatečně silné k zastrašení pravděpodobných protivníků. Nejvýznamnějším z těchto faktorů byla tzv. doktrína Kantai kessen (japonsky 艦隊決戦 ~ loďstvo rozhodující bitvy), námořní strategie přijatá císařským japonským námořnictvem před vypuknutím druhé světové války. Podle této doktríny měla japonská flota zvítězit ve válce prostřednictvím jediné, rozhodující námořní bitvy.

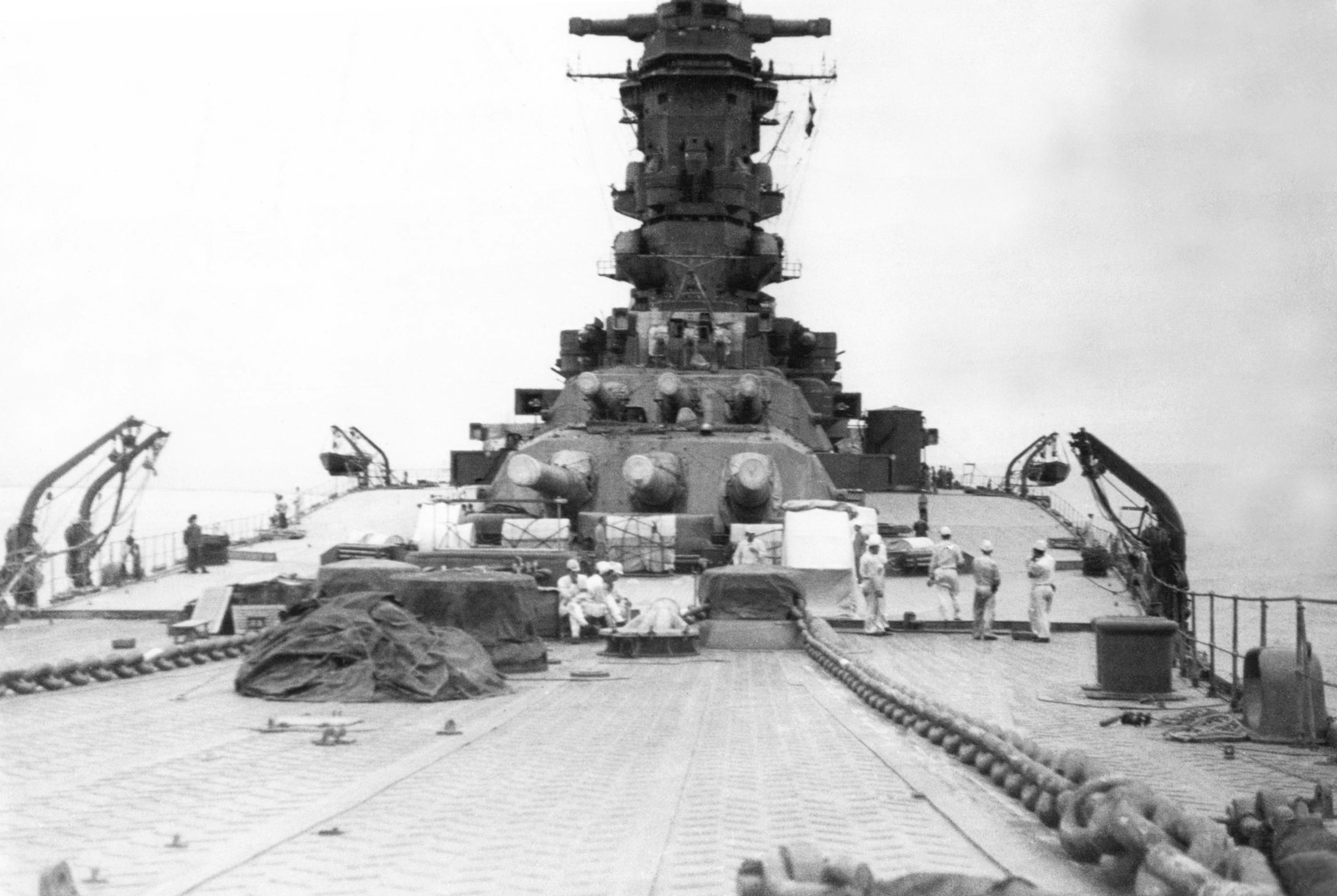
Musaši v srpnu 1942, foceno z přední paluby

Po skončení první světové války pokračovala mnohá námořnictva – včetně námořnictev Spojených států amerických, Spojeného království Velké Británie a Irska a císařského Japonska – ve výstavbě lodí, jejichž stavba byla zahájena během konfliktu, a tyto programy dále rozšiřovala. Vysoké náklady spojené s tímto zbrojením přiměly politické představitele k zahájení odzbrojovací konference. Dne 8. července 1921 pozval americký ministr zahraničí Charles Evans Hughes delegace dalších hlavních námořních mocností – Francie, Itálie, Japonska a Spojeného království – do Washingtonu, D.C., aby projednaly možné ukončení námořních závodů ve zbrojení. Výsledkem této tzv. washingtonské námořní konference byla Washingtonská námořní smlouva. Ta mimo jiné stanovila, že všechny budoucí bitevní lodě nesmějí přesáhnout standardní výtlak 35 000 T (35 562 t) a maximální ráži děl 16 palců (406 mm). Dále se signatářské státy dohodly, že nebudou po dobu deseti let stavět žádné další bitevní lodě a že žádnou stávající loď nenahradí dříve, než dosáhne věku dvaceti let.
Ve třicátých letech se japonská vláda začala orientovat na ultranacionalistický militarismus. Toto hnutí usilovalo o rozšíření japonské říše tak, aby zahrnovala většinu Tichého oceánu a jihovýchodní Asie. Udržení tak rozsáhlého impéria – táhnoucího se přes 4 800 km od Číny po atol Midway – vyžadovalo značné loďstvo schopné trvale ovládat dobytá území. Všechny bitevní lodě, které Japonsko postavilo před třídou Jamato, byly dokončeny ještě před rokem 1921, neboť Washingtonská smlouva znemožnila výstavbu dalších. Ve třicátých letech však tyto starší lodě prošly buď rekonstrukcí, nebo zásadní modernizací – často obojím. Modernizace zahrnovala mimo jiné zvýšení rychlosti a palebné síly, což mělo Japonsku umožnit jak expanzi, tak obranu budoucí říše. Když Japonsko v roce 1934 v reakci na incident v Mukdenu vystoupilo ze Společnosti národů, vypovědělo rovněž všechny své smluvní závazky. Tím se mu otevřela cesta k výstavbě válečných lodí větších, než ostatních námořních mocností.
Japonský záměr získat kolonie bohaté na suroviny v oblasti Tichého oceánu a jihovýchodní Asie nevyhnutelně vedl ke konfrontaci se Spojenými státy, které se tak staly hlavním potenciálním protivníkem Japonska. USA disponovaly výrazně větší průmyslovou kapacitou – tvořily 32,2 % celosvětové průmyslové výroby, zatímco Japonsko pouhých 3,5 %. Navíc někteří přední členové amerického Kongresu veřejně prohlašovali, že Spojené státy „předčí Japonsko v námořním zbrojení v poměru tři ku jedné“. Vzhledem k tomu, že japonský průmysl nebyl schopen soutěžit s americkým co do objemu produkce, rozhodli se japonští konstruktéři vyvinout nové bitevní lodě, které by jednotlivě převyšovaly své protějšky v americkém námořnictvu. Každá z těchto lodí měla být schopna samostatně čelit několika nepřátelským válečným lodím současně, čímž by se eliminovala nutnost investovat do stavby bitevních lodí v rozsahu srovnatelném s USA.

## Návrh

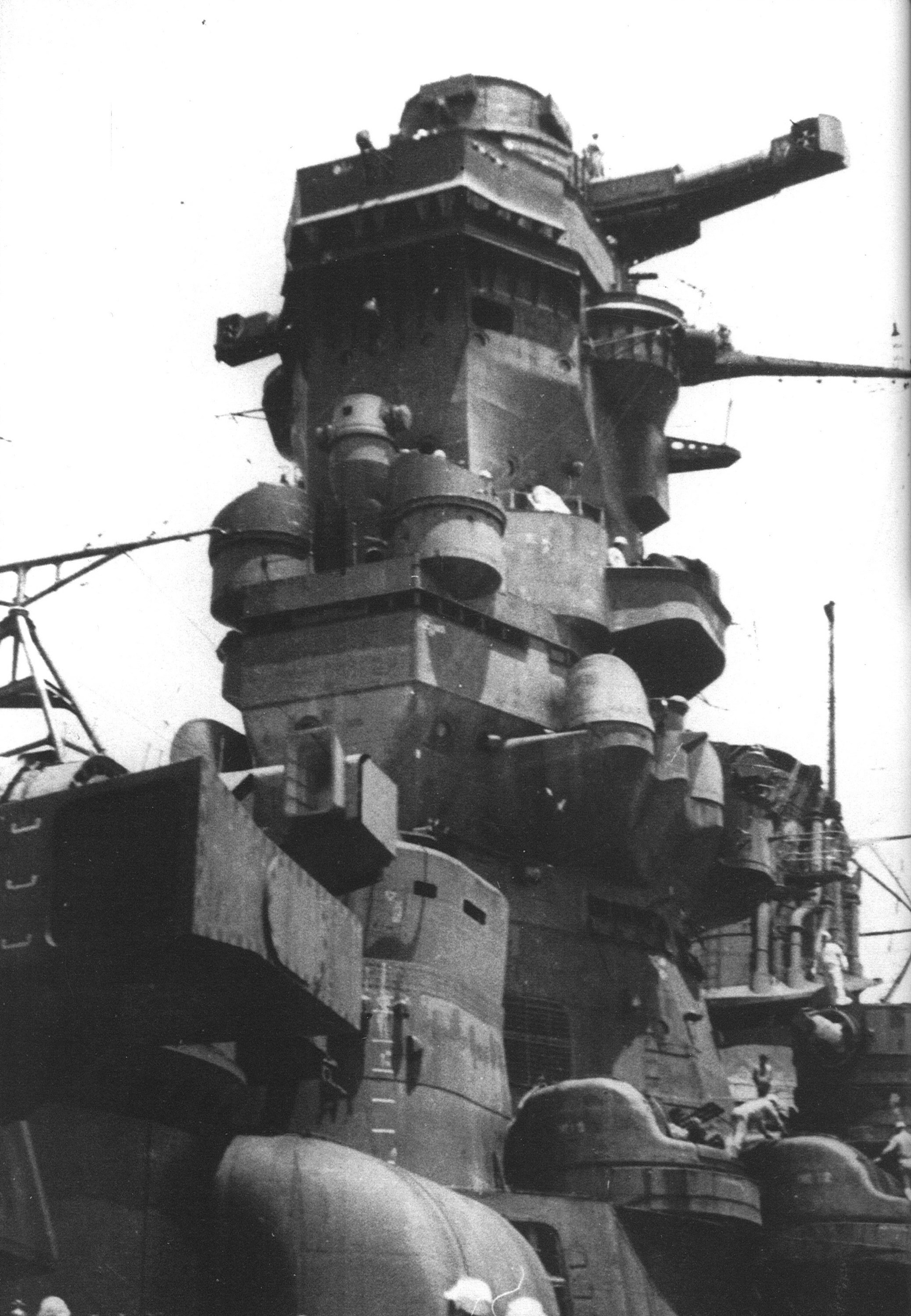
Můstek Musaši

Předběžné studie nové třídy bitevních lodí započaly po vystoupení Japonska ze Společnosti národů a jeho vypovězení Washingtonské a Londýnské námořní smlouvy. Mezi lety 1934 a 1936 bylo navrženo 24 počátečních variant. Tyto rané návrhy se výrazně lišily ve výzbroji, pohonu, odolnosti a pancéřování. Výzbroj hlavních baterií se pohybovala mezi děly ráže 460 mm a 406 mm, zatímco vedlejší baterie tvořily různé kombinace děl ráže 155 mm, 127 mm a 25 mm. Většina návrhů počítala s hybridním pohonem na bázi kombinace dieselového motoru a parní turbíny, ačkoli jeden návrh spoléhal výhradně na dieselový pohon a jiný pouze na turbíny. Maximální dosah jednotlivých návrhů se pohyboval mezi 6 000 nmi (11 000 km) u varianty A-140-J2 až po 9 200 nmi (17 000 km) u návrhů A-140A a A-140-B2 při rychlosti 18 uzlů (33 km/h). Pancéřování se lišilo od úrovně odpovídající ochraně proti palbě děl ráže 406 mm až po úroveň schopnou odolat střelbě z děl ráže 460 mm.
Po vyhodnocení těchto návrhů byly z původních čtyřiadvaceti vybrány dvě varianty jako finální možnosti: A-140-F3 a A-140-F4. Ty se lišily především v dosahu (4 900 nmi (9 100 km) oproti 7 200 nmi (13 300 km) při rychlosti 16 uzlů (30 km/h), a staly se základem pro závěrečnou studii, která byla dokončena 20. července 1936. Úpravy tohoto návrhu vedly k definitivnímu konstrukčnímu plánu z března 1937, který předložil kontradmirál Keidži Fukuda. Nakonec byl stanoven dosah 7 200 nmi a od hybridního pohonu bylo upuštěno ve prospěch čistě turbínového. Dieselové motory byly z návrhu odstraněny kvůli problémům, které se vyskytly u ponorkové zásobovací lodě Taigei. Motory na této lodi, konstrukčně podobné těm plánovaným pro nové bitevní lodě, vyžadovaly „značné opravy a údržbu“, aby byly udrženy v provozu, a to kvůli „zásadní konstrukční vadě“. Navíc v případě úplného selhání motorů by 200 mm silný pancíř nad strojovnami s dieselovými motory znemožnil jejich vyjmutí a výměnu.
Konečný návrh předpokládal standardní výtlak 64 000 T (65 000 t) a výtlak při plném zatížení 69 988 T (71 111 t), což činilo lodě této třídy největšími bitevními loděmi, jaké byly kdy navrženy i skutečně postaveny. Výzbroj tvořilo devět děl ráže 460 mm, umístěných ve třech tříhlavňových věžích – každá z těchto věží vážila více než torpédoborec z 30. let 20. století. Návrh byl rychle schválen vrchním velením japonského námořnictva, a to navzdory námitkám námořních leteckých důstojníků, kteří prosazovali výstavbu letadlových lodí namísto bitevních. Celkem bylo plánováno pět bitevních lodí třídy Jamato.

## Konstrukce

### Pancéřování

Schematické znázornění pancéřování v oblasti zadní věže

Třída Jamato, navržená k vedení boje proti více nepřátelským bitevním lodím současně, byla vybavena těžkým pancéřováním, které námořní historik Mark Stille popsal jako poskytující „nepřekonatelnou úroveň ochrany v hladinovém boji“. Hlavní pancéřový pás podél boků plavidla měl tloušťku až 410 mm, přičemž příčné přepážky obrněné citadely dosahovaly tloušťky až 355 mm. Vzhledem ke střeleckým testům na Tose a novému japonskému granátu typu 91, který byl schopen pokračovat v dráze pod vodou na velkou vzdálenost, byla do konstrukce lodí začleněna i spodní pásová ochrana o tloušťce 200 mm. Vrchní tvar trupu byl navíc velmi pokročilý; specifické boční zakřivení efektivně maximalizovalo pancéřovou ochranu a strukturální pevnost při současné optimalizaci hmotnosti. Pancéřování hlavních věží dokonce převyšovalo ochranu bočního pásu – čelní plát hlavních věží měl tloušťku 650 mm. Pancéřové pláty hlavního pásu a věží byly vyrobeny z kalené oceli typu Vickers, tedy čelně kalené pancéřové oceli. Hlavní pancéřová paluba o tloušťce 200 mm byla vyrobena z nikl-chrom-molybdenové slitiny. Balistické zkoušky na střelnici v Kamegakubi ukázaly, že tato slitina překonává homogenní pláty Vickers o 10–15 %. Další vrstvy pancéřování byly navrženy úpravou obsahu chromu a niklu ve slitině. Vyšší obsah niklu umožňoval válcování a ohýbání plátu bez vzniku lomových vlastností.
Pro ochranu proti torpédům byl použit vícenásobný boční ochranný systém, který se skládal z několika dutých prostor a spodního pancéřového pásu; systém měl hloubku 5,1 m a byl navržen tak, aby odolal náloži 400 kg TNT. Přesto nebyly žádné části torpédové ochrany vyplněny kapalinou, a to navzdory známým výhodám této metody. To mohlo být důsledkem přecenění účinnosti spodního pancéřového pásu proti torpédům, snahy o snížení ponoru nebo zajištění dodatečných prostor pro vyrovnávací zaplavování.
V celé lodi byla široce využita relativně nová metoda obloukového svařování, která zvyšovala odolnost pancéřových plátů. Díky této technice byl spodní boční pancéřový pás zapojen do konstrukce trupu jako zesilující prvek. Celkově lodě třídy Jamato obsahovaly 1 147 vodotěsných oddílů, z nichž 1 065 se nacházelo pod pancéřovou palubou. Lodě byly rovněž navrženy s velkou rezervou vztlaku, aby se zmírnily účinky zaplavení.
Navzdory obrovské tloušťce pancéřování však ochranné schéma třídy Jamato trpělo několika zásadními konstrukčními nedostatky. Strukturální slabost existovala v oblasti přídě lodí, kde bylo pancéřování obecně tenčí, jak ukázalo poškození Musaši torpédem v roce 1943. Trup Šinano vykazoval ještě větší konstrukční slabiny – loď byla na konci války urychleně dokončována, přičemž v době potopení neměla plně osazené pancéřování ani utěsněné vodotěsné oddíly. Torpédový ochranný systém fungoval výrazně hůře, než se očekávalo. Zejména velmi špatné spojení mezi horním a spodním pancéřovým pásem vytvořilo na trhliny náchylný spoj těsně pod čarou ponoru. V kombinaci s relativně malou hloubkou bočního ochranného systému a absencí kapalinového plnění to způsobovalo náchylnost lodí k poškození torpédy. Jak výrazné poškození Jamato jediným torpédem v roce 1943, tak potopení Šinano po zásahu čtyřmi torpédy v roce 1944 byly přičteny právě selhání těchto spojů.

### Pohon
Třída Jamato byla vybavena dvanácti kotli typu Kampon, které napájely čtyři parní turbíny s výkonem 110 325 kW. Tyto turbíny poháněly čtyři lodní šrouby o průměru 6 m. Tato pohonná jednotka umožnila lodím třídy Jamato dosáhnout maximální rychlosti 27 uzlů (50 km/h). Tato rychlost však omezovala jejich schopnost efektivně operovat po boku rychlých letadlových lodí. Navíc spotřeba paliva obou bitevních lodí byla velmi vysoká. Z tohoto důvodu nebyla žádná z těchto lodí nasazena do bojů během tažení na Šalomounových ostrovech ani během menších operací ve fázi „taktiky žabích skoků“ v letech 1943 a 1944. Pohonný systém Šinano byl mírně vylepšen, což této letadlové lodi umožnilo dosáhnout maximální rychlosti 28 uzlů (52 km/h).

### Výzbroj

#### Primární baterie

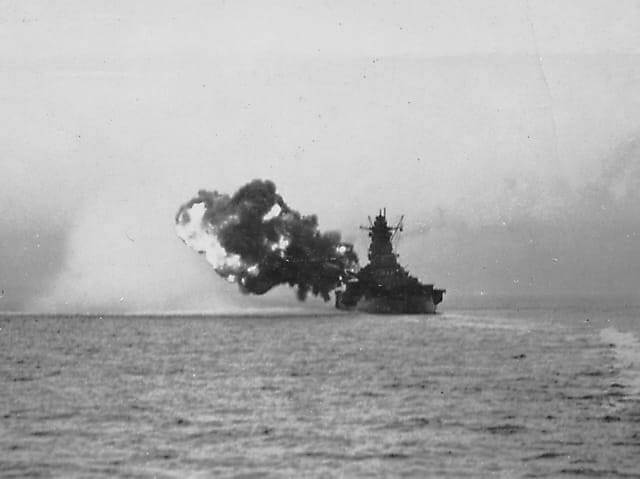
Musaši pálící z hlavní 46cm baterie během zkoušek

Bitevní lodě třídy Jamato byly vyzbrojeny třemi tříhlavňovými dělovými věžemi, osazenými 46cm kanóny typu 94 s délkou hlavně 45 ráží – největšími děly, jaká kdy byla na válečnou loď instalována. Přesto byly z důvodů utajování oficiálně označovány jako 40cm/45 ráží typ 94. Každá kompletní věž vážila 2 774 tun. Každé dělo měřilo 21,13 m a vážilo 147,3 tun, přičemž bylo schopné vystřelit průbojný granát o hmotnosti 1 460 kg nebo tříštivo-trhavý granát o hmotnosti 1 360 kg do vzdálenosti až 42 km s kadencí 1½ až 2 výstřely za minutu.
Hlavní děla byla rovněž schopna vystřelovat 1 360kg granáty typu 3 (japonsky 三式弾, san-šiki dan) určené proti letadlům. Pomocí časovací roznětky bylo možné nastavit, v jaké vzdálenosti dojde k explozi (obvykle byla nastavena na vzdálenost 1 000 m). Po odpálení granát uvolnil 900 zápalných trubic v kuželu o úhlu 20°, namířeném proti přilétajícímu letadlu; následně došlo k explozi samotného granátu, která vytvořila další kovové střepiny, a nakonec se trubice zapálily. Trubice hořely po dobu pěti sekund teplotou asi 3 000 °C a vytvářely plameny dlouhé přibližně 5 m. Přestože tyto granáty tvořily v roce 1944 přibližně 40 % celkové zásoby munice pro hlavní děla, byly proti nepřátelským letadlům využívány jen zřídka, protože jejich odpálení způsobovalo značné poškození hlavní děl. Dokonce se předpokládá, že jeden z těchto granátů mohl předčasně explodovat a vyřadit jedno z děl Musashi během bitvy v Sibuyanském moři. Granáty měly vytvořit ohnivou bariéru, kterou by musela útočící letadla prorazit. Američtí piloti však tyto granáty považovali spíše za pyrotechnickou podívanou než za účinnou protiletadlovou zbraň.

#### Sekundární baterie

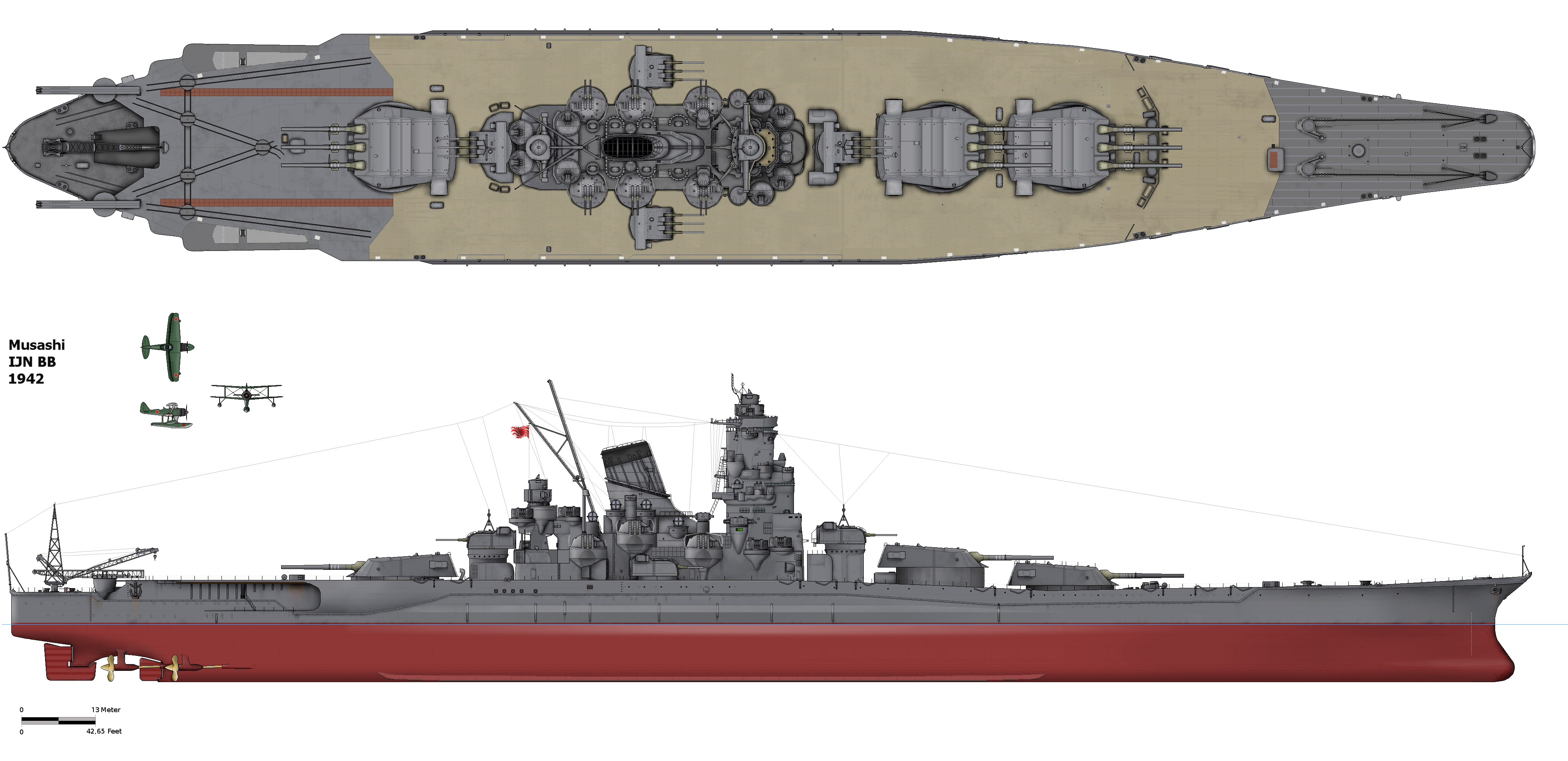
Musaši v konfiguraci z roku 1942

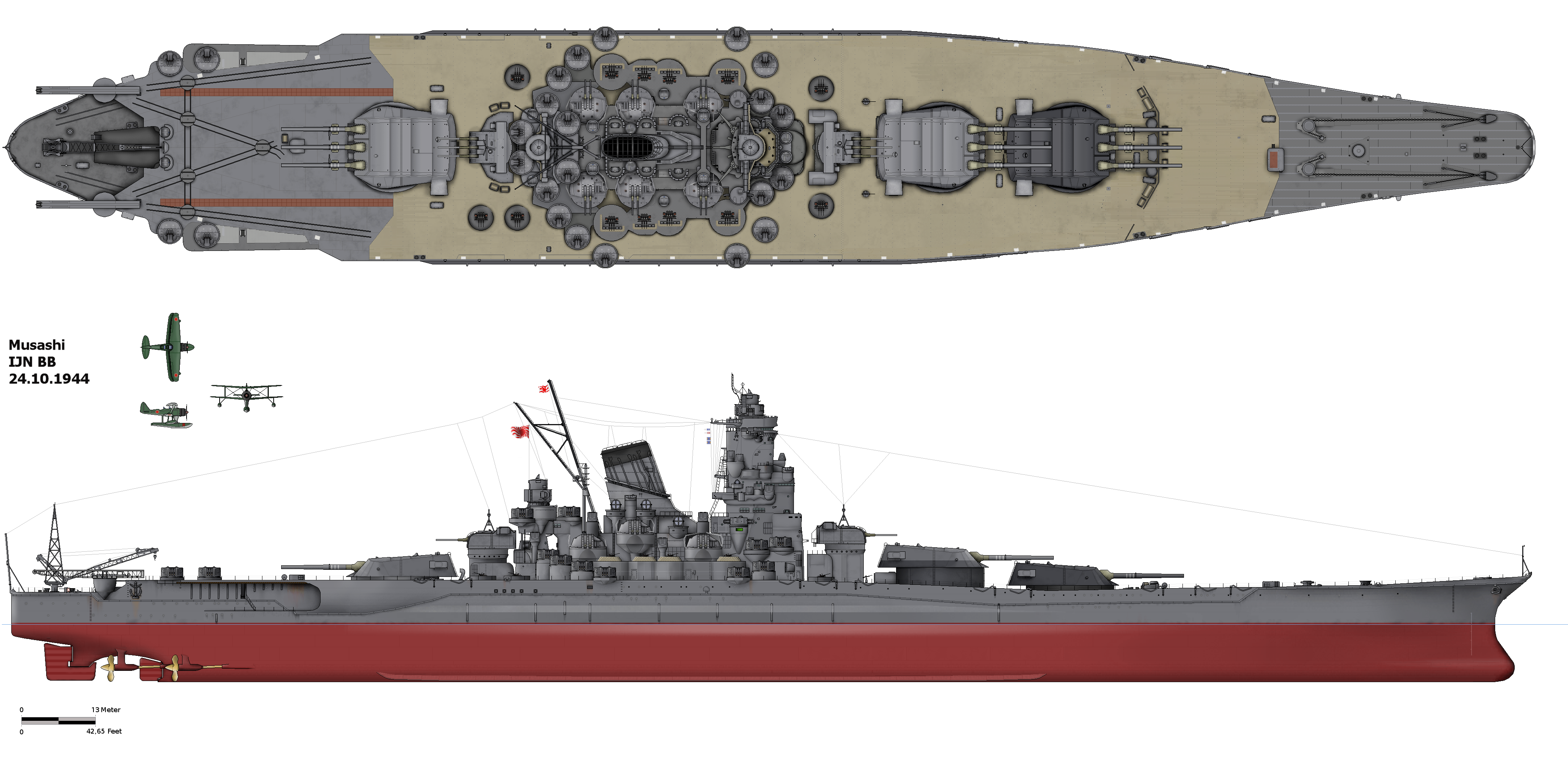
Musaši v konfiguraci z poloviny roku 1944. Odstraněny byly baterie s 15,5cm děly, aby bylo uvolněno místo pro protiletadlová děla ráže 12,7 cm.

Původní konstrukce bitevních lodí třídy Jamato počítala se sekundární výzbrojí tvořenou dvanácti 15,5cm/60 kanóny typu 3, umístěnými ve čtyřech tříhlavňových věžích (jedna na přídi, dvě uprostřed a jedna na zádi), a dále dvanácti 12,7cm kanóny typu 89 v šesti dvouhlavňových věžích (po třech na každém boku uprostřed trupu). Tyto kanóny byly k dispozici poté, co byly křižníky třídy Mogami přezbrojeny na 20cm děla. S průbojným granátem o hmotnosti 55,87 kg dosahovaly 15,5cm kanóny maximálního dostřelu 27 400 m při elevaci 45 stupňů a měly kadenci pět ran za minutu. V roce 1944 byly dvě věže uprostřed trupu odstraněny, aby uvolnily místo dalším 127mm těžkým a 25mm lehkým protiletadlovým kanónům.
Zpočátku byla těžká protiletadlová obrana zajištěna zmíněnými dvanácti 12,7cm kanóny typu 89 s délkou hlavně 40 ráží. V roce 1944 byly dvě 15,5cm věže uprostřed lodi odstraněny, aby mohly být na každé straně přidány tři další 12,7cm věže, čímž se celkový počet těchto kanónů zvýšil na dvacet čtyři. Při palbě na hladinové cíle měly tyto zbraně dostřel 14 700 m a při maximální elevaci 90 stupňů dosahovaly výškového dosahu 9 440 m. Maximální kadence činila 14 výstřelů za minutu, ale při trvalé palbě byla udržitelná kadence přibližně osm ran za minutu.

#### Protiletadlová výzbroj

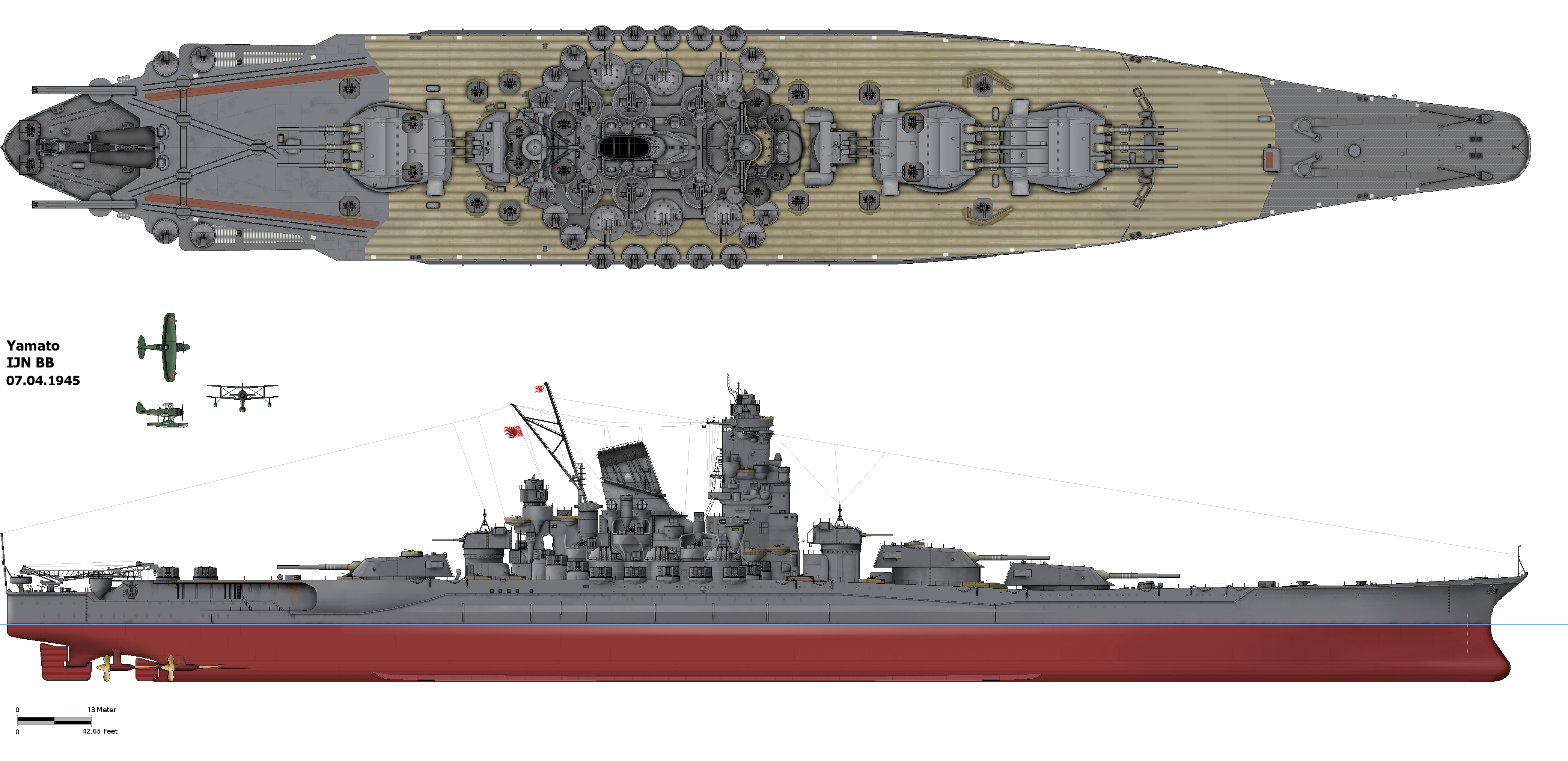
Jamato v konfiguraci z roku 1945

Třída Jamato byla původně vybavena čtyřiadvaceti 25mm protiletadlovými kanóny typu 96, převážně umístěnými uprostřed lodi. V roce 1944 prošly lodě Jamato a Musaši významnými modernizacemi protiletadlové výzbroje v rámci příprav na operace v Leytském zálivu. V prostoru uvolněném odstraněním dvou věží sekundární výzbroje s 15,5cm děly byla protiletadlová výzbroj posílena na dvacet čtyři 12,7cm děl a sto šedesát dva 25mm protiletadlových děl.

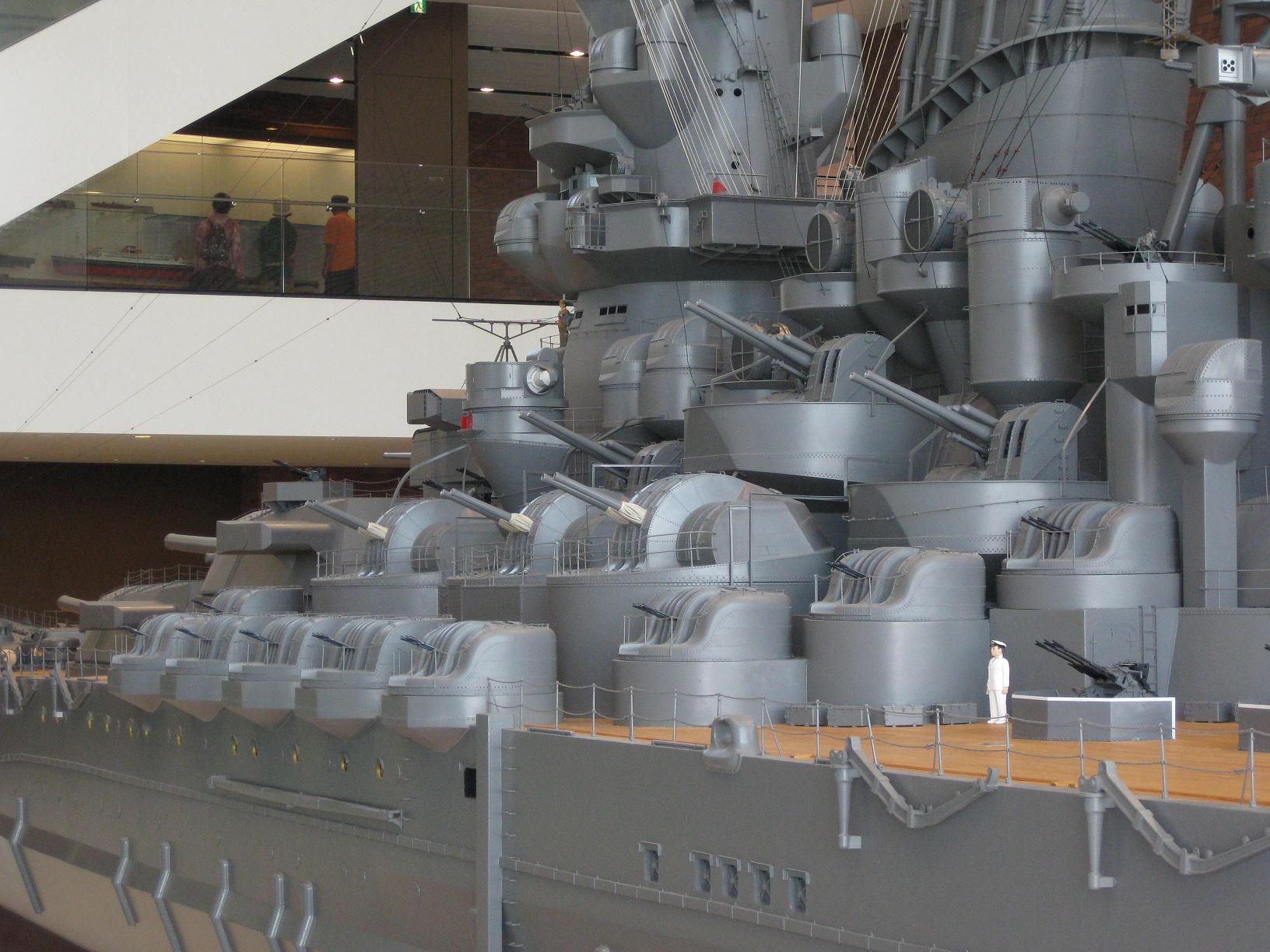
Boční protiletadlová výzbroj Jamato na modelu v Námořním muzeu v Kure

Tyto 25mm kanóny měly možnost elevace až 90 stupňů, což jim umožňovalo zaměřit letouny přímo nad lodí. Jejich lafetace však postrádala jakoukoli ochranu, což činilo obsluhy těchto zbraní extrémně zranitelnými vůči přímé palbě nepřítele. Měly efektivní dostřel 1 500–3 000 metrů a účinný výškový dosah 5 500 m při elevaci 85 stupňů. Maximální účinná kadence činila pouze 110–120 ran za minutu kvůli nutnosti časté výměny 15ranných zásobníků. Tento kanón byl během války standardní lehkou protiletadlovou zbraní japonského námořnictva, ale trpěl řadou konstrukčních nedostatků, jež jej činily do značné míry neefektivním. Podle historika Marka Stilleho měly dvoj- a trojhlavňové lafety „nedostatečnou rychlost v horizontálním i vertikálním zaměřování, zaměřovače nebyly schopné sledovat rychlé cíle, kanón nadměrně vibroval, zásobník byl příliš malý a zbraň vytvářela nadměrný záblesk z hlavně“.
Dále byly lodě vybaveny dvěma dvouhlavňovými lafetami s licenčně vyráběnými 13,2mm kulomety typu 93, po jedné na každé straně můstku. Jejich maximální dostřel činil 6 500 m, avšak účinný dosah proti letadlům byl pouze 1 000 m. Kadence byla nastavitelná v rozmezí 425–475 ran za minutu, ale kvůli nutnosti měnit 30ranné zásobníky byla skutečná efektivní kadence jen 250 ran za minutu.
Výzbroj lodi Šinano se díky její přestavbě výrazně lišila od sesterských lodí. Vzhledem k její podpůrné roli letadlové lodě byla vybavena značným množstvím protiletadlové výzbroje: šestnácti 127mm kanóny, 145 kusy 25mm kanónů a 336 raketovými vrhači ráže 13 cm umístěnými ve dvanácti 28hlavňových věžích. Žádná z těchto zbraní však nikdy nebyla použita proti nepřátelským plavidlům ani letadlům.

## Jednotky třídyJamato

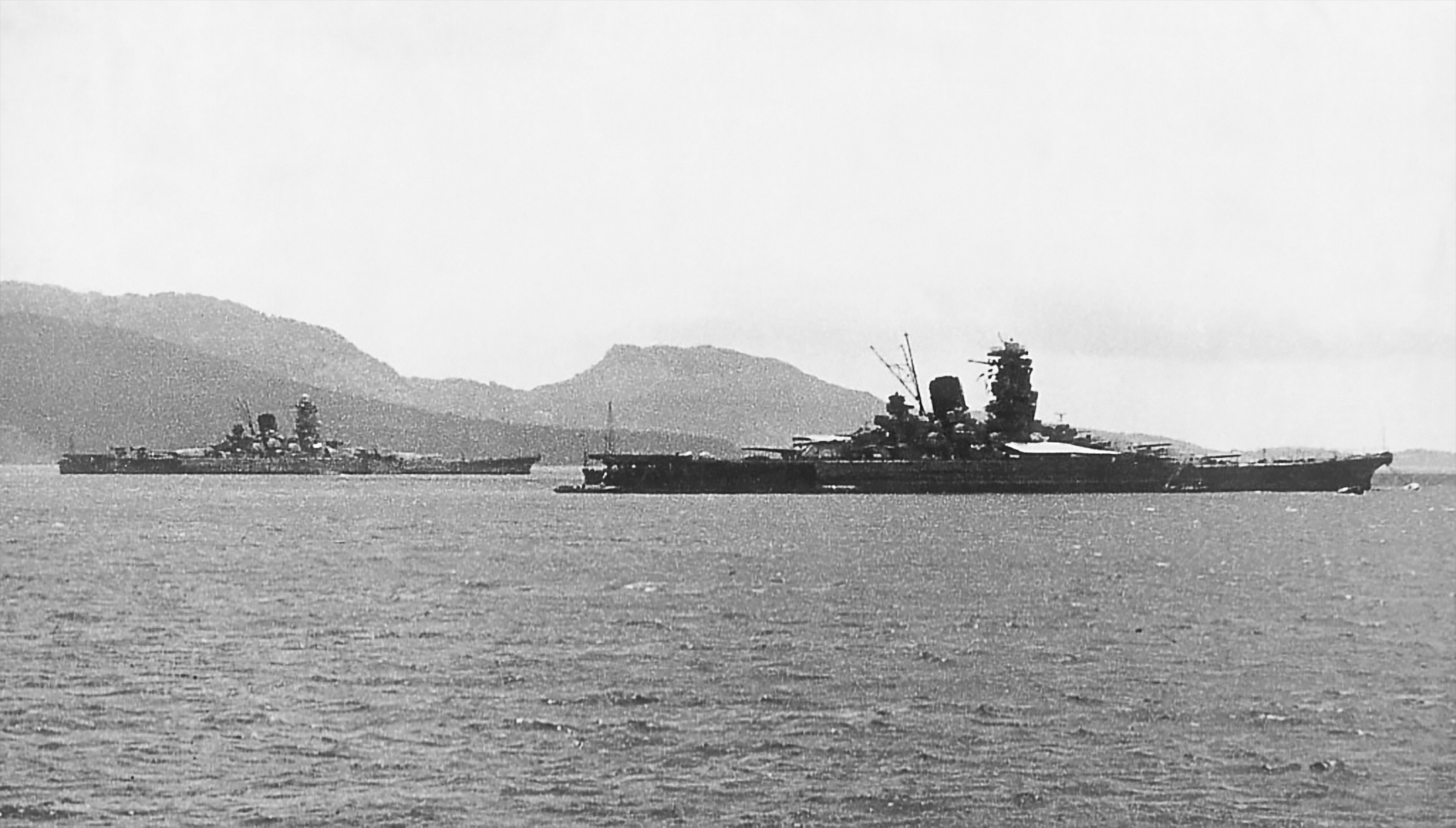
Jamato a Musaši zakotvené ve vodách atolu Truk v roce 1943

Ačkoli bylo v roce 1937 plánováno pět plavidel třídy Jamato, dokončeny byly pouze tři – dvě bitevní lodě a jedna přestavěná letadlová loď. Všechna tři plavidla byla stavěna v přísném utajení, aby americká rozvědka nezjistila jejich existenci ani technické parametry; americký Office of Naval Intelligence skutečně zaznamenal jména Jamato a Musaši teprve koncem roku 1942. V této rané fázi se americké odhady ohledně specifikací třídy značně lišily od reality; přestože správně odhadly délku, uváděly šířku trupu jako 110 stop (34 m) – ve skutečnosti činila přibližně 127 stop (39 m) – a výtlak mezi 40 000 až 57 000 tunami. Hlavní výzbroj třídy Jamato byla dokonce ještě v červenci 1945, tedy čtyři měsíce po potopení poslední jednotky Jamato, udávána jako devět děl ráže 16 palců (410 mm).
Také odborný tisk, například Janes Fighting Ships, a západní média nesprávně uváděly technické údaje těchto lodí. V září 1944 například Janes Fighting Ships přisoudil Jamatu a Musaši výtlak 45 000 tun. Podobně list The New York Times i agentura Associated Press uváděly, že obě lodě mají výtlak 45 000 tun a dosahují rychlosti 30 uzlů, a dokonce ještě po potopení Jamata v dubnu 1945 pokračoval londýnský deník The Times v udávání výtlaku této lodě jako 45 000 tun.
Přesto existence těchto lodí – a domnělé porušení námořních smluv, které představovaly – zásadně ovlivnily americké námořní inženýry při návrhu bitevních lodí třídy Montana s výtlakem 60 500 tun, ačkoli tyto lodě nebyly koncipovány jako přímá reakce na třídu Jamato.
| Jméno     | Pojmenována podle | Loděnice | Založení kýlu     | Spuštěna na vodu  | Vstup do služby          | Osud |
| --------- | ----------------- | -------- | ----------------- | ----------------- | ------------------------ | --- |
| Jamato    | Provincie Jamato  | Kure     | 4. listopadu 1937 | 8. srpna 1940     | 16. prosince 1941        | Potopena po leteckých náletech během Operace Ten-gó, 7. dubna 1945.                                                       |
| Musaši    | Provincie Musaši  | Nagasaki | 29. března 1938   | 1. listopadu 1940 | 5. srpna 1942            | Potopena po leteckých náletech během bitvy o Leytský záliv, 24. října 1944.                                               |
| Šinano    | Provincie Šinano  | Jokosuka | 4. května 1940    | 8. října 1940     | 19. listopadu 1944       | Původně 3. bitevní lodí třídy Jamato, přestavěna na letadlovou loď. Potopena ponorkou USS Archerfish, 29. listopadu 1944. |
| Číslo 111 | —                 | Kure     | 7. listopadu 1940 | —                 | —                        | Stavba zrušena a sešrotována v březnu 1942.                                                                               |
| Číslo 797 | —                 | —        | —                 | —                 | Zrušena během plánování. | |

### Jamato

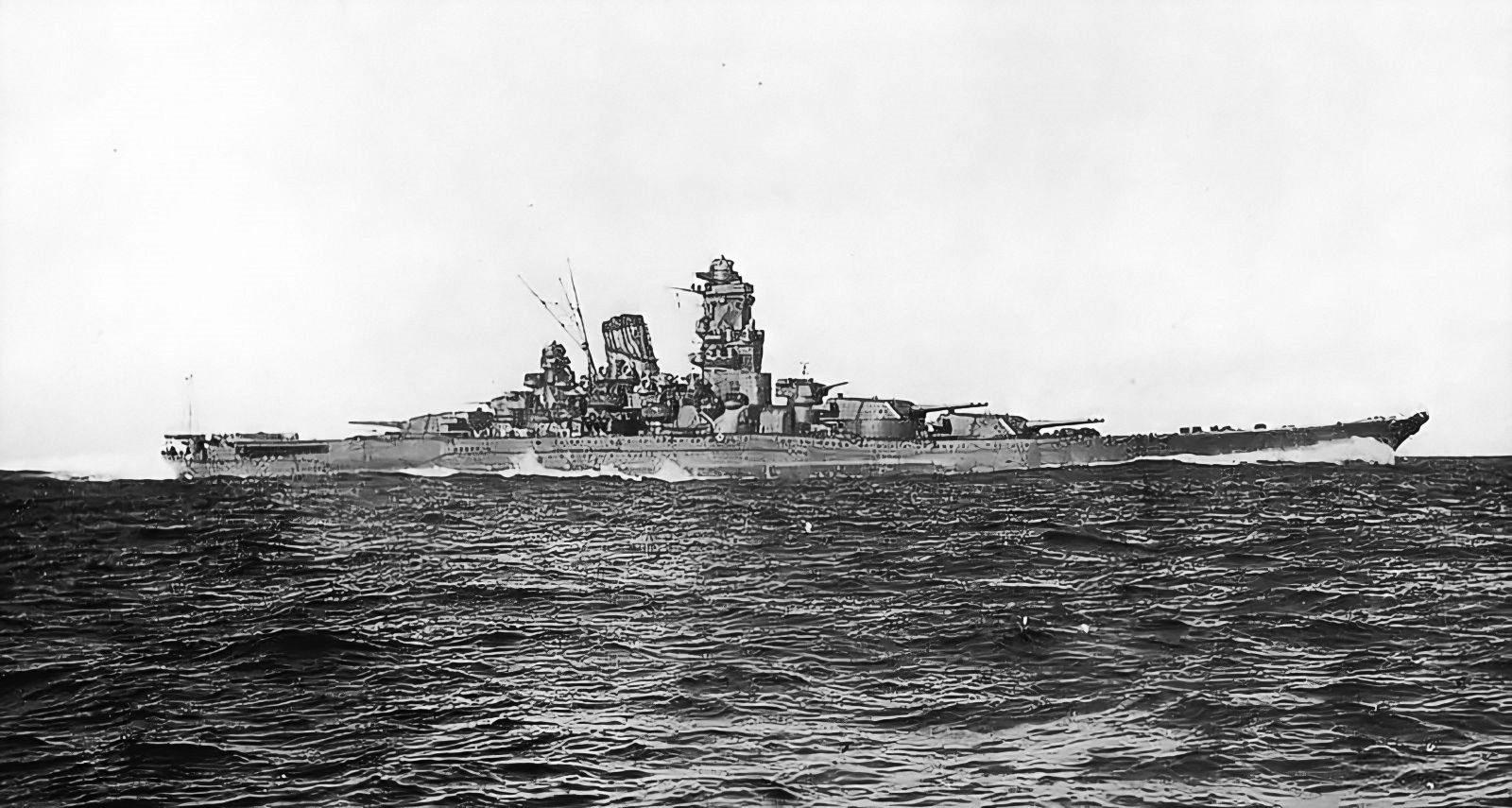
Jamato během zkoušek v roce 1941

Jamato byla objednána v březnu 1937, kýl byl položen 4. listopadu 1937, spuštěna na vodu byla 8. srpna 1940 a do služby vstoupila 16. prosince 1941. Do 27. května 1942 podstupovala výcvikové plavby, než byla admirálem Isorokuem Jamamotem označena za „způsobilou k provozu“. Po připojení k 1. divizi bitevních lodí sloužila Jamato jako vlajková loď Spojeného loďstva během bitvy u Midway v červnu 1942, avšak do přímého střetu s nepřítelem se během bitvy nezapojila. Následující dva roky střídavě operovala mezi námořními základnami Truk a Kure, přičemž její sesterská loď Musaši mezitím převzala roli vlajkové lodě Spojeného loďstva. V tomto období Jamato jako součást 1. divize bitevních lodí několikrát vyplula v reakci na americké nálety na japonské ostrovní základny. Dne 25. prosince 1943 byla vážně poškozena torpédem z americké ponorky USS Skate a musela se vrátit do Kure k opravám a modernizaci.
V roce 1944 – po rozsáhlé modernizaci protiletadlové a vedlejší výzbroje – se Jamato připojila k Druhé flotě v bitvě ve Filipínském moři, kde plnila roli doprovodu jedné z divizí japonských letadlových lodí. V říjnu 1944 se jako součást Střední skupiny viceadmirála Takea Kurity zúčastnila bitvy v zálivu Leyte, kde poprvé a naposledy použila svou hlavní dělostřeleckou baterii proti nepříteli, když se podílela na potopení americké eskortní letadlové lodě USS Gambier Bay a torpédoborce USS Johnston, než byla nucena ustoupit po zásazích torpédy z torpédoborce USS Heermann, což ji vyřadilo z boje. V březnu 1945 byla lehce poškozena při náletu v Kure a následně přezbrojena pro další operace. Jamato byla následně záměrně nasazena v sebevražedné misi v rámci operace Ten-gó, jejímž cílem bylo poskytnout palebnou podporu japonským silám zapojeným do bitvy o Okinawu. Během plavby však byla 7. dubna 1945 potopena 386 letadly z amerických letadlových lodí. Po zásahu 10 torpédy a 7 pumami se převrátila a potopila, přičemž zahynulo 2 498 z celkem 2 700 členů posádky, včetně viceadmirála Seiiči Itóa. Potopení Jamata bylo považováno za významné americké vítězství; vojenský redaktor The New York Times Hanson W. Baldwin tehdy napsal: „Potopení nové japonské bitevní lodě Jamato ... je výmluvným důkazem – pokud by byl ještě potřeba – smrtelné slabosti Japonska ve vzduchu i na moři“.

### Musaši

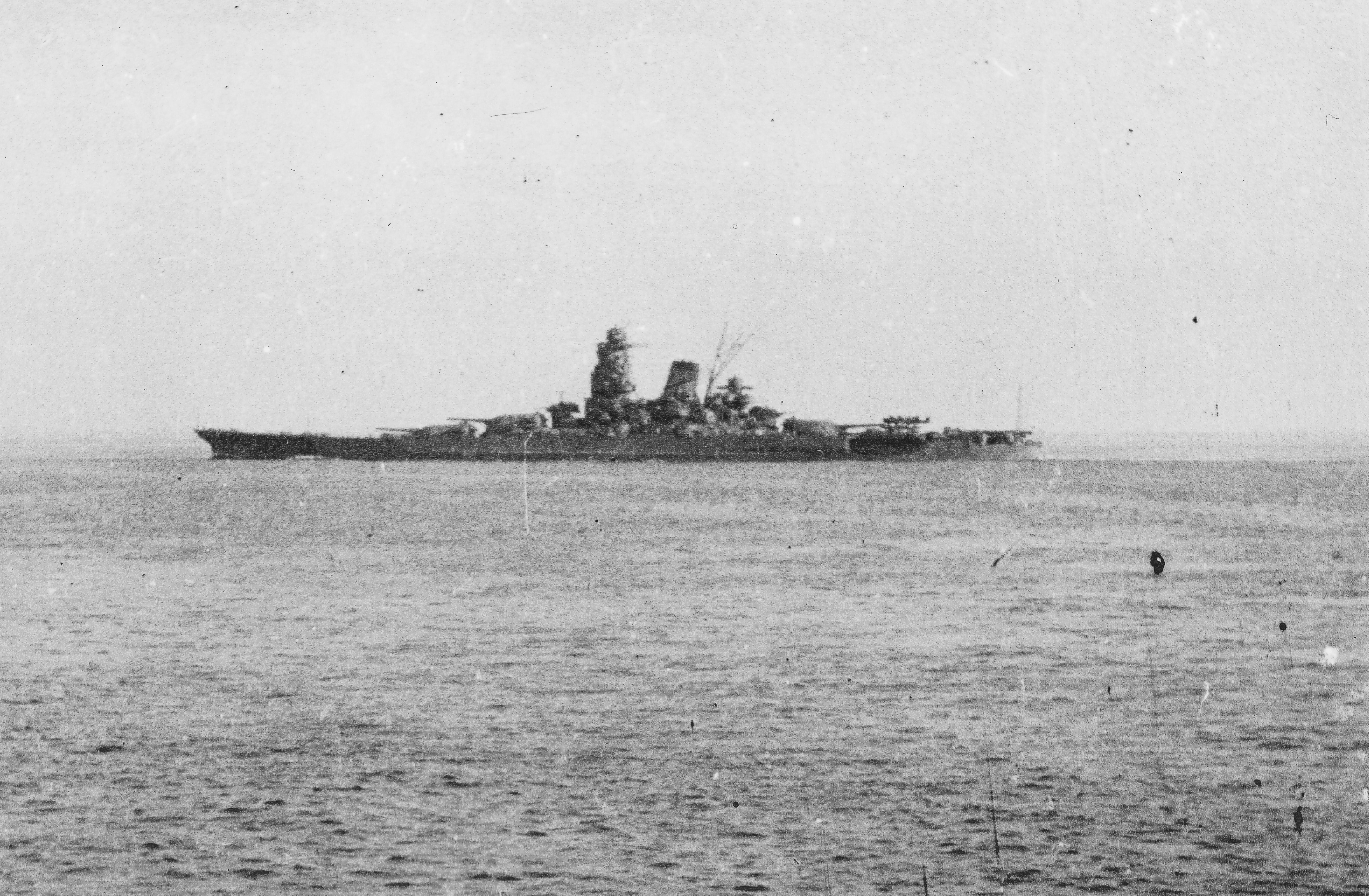
Musaši opouštějící Brunej v říjnu 1944

Musaši byla objednána v březnu 1937, kýl byl položen 29. března 1938, spuštěna na vodu byla 1. listopadu 1940 a do služby vstoupila 5. srpna 1942. Od září do prosince 1942 se účastnila výcvikových cvičení v hladinovém i leteckém boji v kotevní oblasti u ostrova Hašira. Dne 11. února 1943 nahradila svou sesterskou loď Jamato jako vlajková loď Spojeného loďstva. Až do července 1944 Musaši střídavě operovala mezi námořními základnami Truk, Jokosuka, Brunej a Kure. Dne 29. března 1944 utrpěla středně těžké poškození přídě po zásahu torpédem z americké ponorky USS Tunny. Po opravách a modernizaci během dubna 1944 se Musaši připojila k 1. divizi bitevních lodí na Okinawě.
V červnu 1944, jako součást Druhé floty, doprovázela japonské letadlové lodě během bitvy ve Filipínském moři. V říjnu 1944 vyplula z Bruneje jako součást Středního svazu admirála Takea Kurity během bitvy v zálivu Leyte. Musaši byla potopena 24. října během bitvy v Sibuyanském moři poté, co utržila 17 zásahů bombami a 19 torpédy. Spolu s lodí zahynulo 1 023 z celkového počtu 2 399 členů posádky.

### Šinano

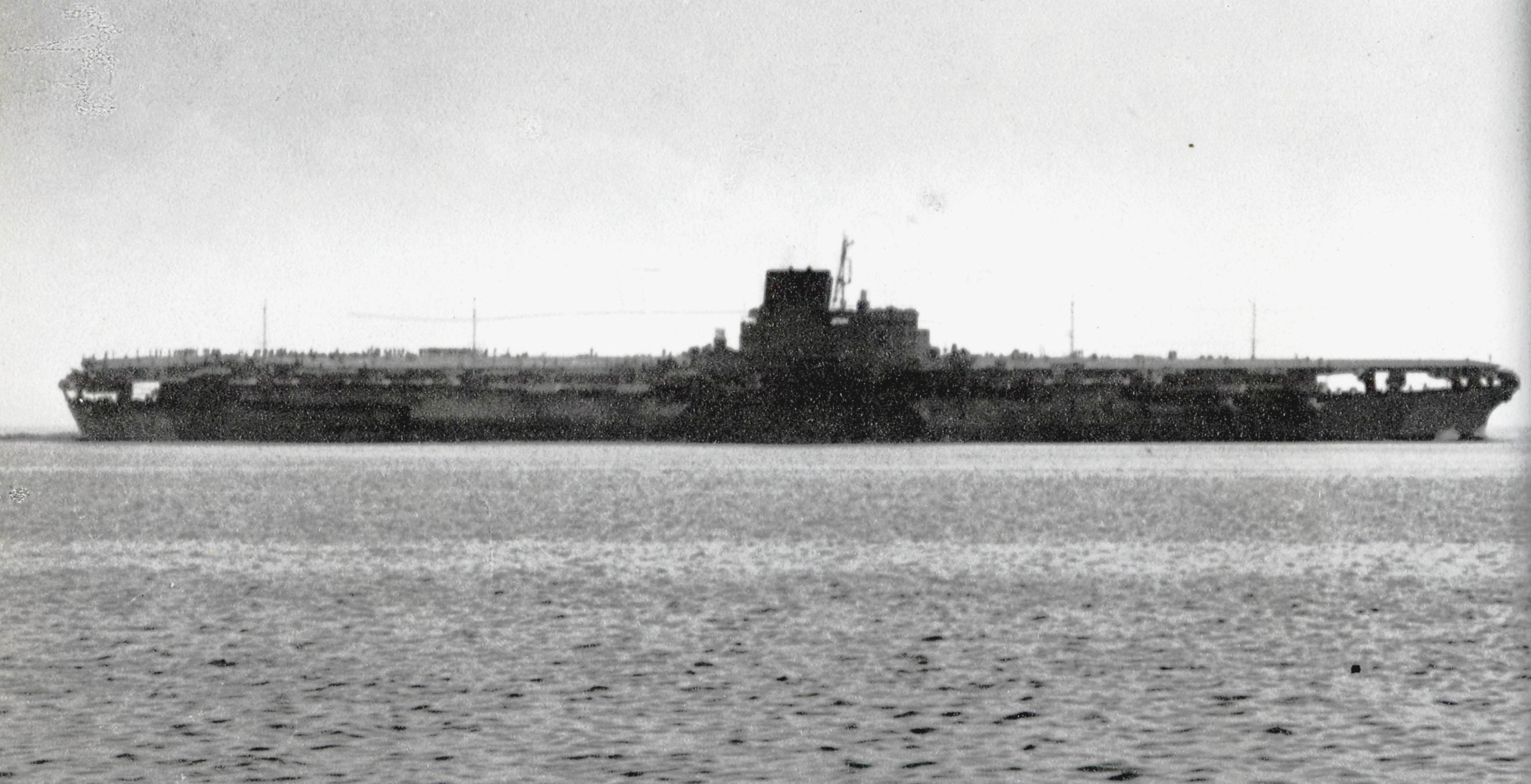
Šinano v listopadu 1944

Šinano, původně známá jako jednotka č. 110, byla započata jako třetí jednotka třídy Jamato, avšak s mírně upraveným návrhem. Většina původních hodnot pancéřování byla mírně snížena, včetně boků, paluby a věží. Úspora hmotnosti, kterou tyto změny přinesly, umožnila zlepšení v jiných oblastech, například vylepšení ochrany řídicích a pozorovacích stanovišť. Sekundární baterie ráže 12,7 cm použitá u prvních dvou jednotek třídy Jamato měla být nahrazena 100mm kanónem typu 98. Přestože byl menší, tento kanón předčil 127mm dělo výrazně vyšší úsťovou rychlostí, dostřelem, výškovým dosahem pro protiletadlovou palbu i kadencí.
V červnu 1942, po japonské porážce u Midway, byla stavba Šinano pozastavena a trup lodi byl postupně přestavěn na letadlovou loď. Byla navržena jako podpůrné plavidlo o výtlaku 64 800 tun, schopné přepravovat, opravovat a doplňovat letky jiných letadlových lodí. Ačkoliv se její uvedení do služby původně plánovalo na začátek roku 1945, výstavba byla po bitvě ve Filipínském moři urychlena; Šinano byla spuštěna na vodu 5. října 1944 a do služby vstoupila o něco více než měsíc později, 19. listopadu. O devět dní později opustila Jokosuku směrem ke Kure. V časných ranních hodinách 29. listopadu byla zasažena čtyřmi torpédy z americké ponorky USS Archerfish. Přestože se zpočátku zdálo, že poškození je zvládnutelné, nedostatečně kontrolované zaplavování způsobilo naklonění lodi na pravobok. Krátce před polednem se převrátila a potopila, přičemž s sebou vzala 1 435 z 2 400 členů posádky. Šinano je dodnes největším námořním plavidlem, které bylo kdy potopeno ponorkou.

### Jednotky číslo 111 a 797
Nepojmenovaná jednotka č. 111, byla plánována jako čtvrtá jednotka třídy Jamato a druhá loď, jež měla zahrnovat vylepšení zavedená u Šinano. Kýl lodi byl založen po spuštění Jamato na vodu v srpnu 1940 a stavba pokračovala až do prosince 1941, kdy Japonci začali zpochybňovat svůj ambiciózní program výstavby bitevních lodí – s příchodem války se klíčové zdroje nezbytné pro konstrukci těchto plavidel staly mnohem obtížněji dostupnými. Výsledkem bylo, že trup čtvrté lodi, který byl dokončen přibližně z 30 %, byl v roce 1942 rozebrán a sešrotován; získaný materiál byl následně využit při přestavbě lodí Ise a Hjúga na hybridní letadlové lodě..
Pátá jednotka č. 797 byla plánována jako vylepšená verze Šinano, avšak její stavba nikdy nezačala. Kromě úprav provedených u předchozí lodě měly být u  č. 797 rovněž odstraněny dvě boční věže ráže 155 mm ve prospěch většího počtu 100mm děl; autoři William Garzke a Robert Dulin odhadují, že by tím bylo možné instalovat až 24 těchto zbraní. Jamato byla nakonec v roce 1944 upravena podobným způsobem.

## Třída „Super Jamato“
Dvě bitevní lodě zcela nového a většího designu byly plánovány v rámci programu doplnění floty z roku 1942. Označené jako Projekt A-150 a původně pojmenované jako jednotka č. 178 a jednotka č. 179, jejich návrh začal brzy po dokončení projektu třídy Jamato, pravděpodobně v letech 1938–1939. Podle dostupných údajů byly návrhy „prakticky dokončeny“ někdy v roce 1941, ale s blížící se válkou byly práce na těchto lodích pozastaveny ve prospěch naléhavé potřeby stavby jiných válečných lodí, jako byly letadlové lodě a křižníky, určené k nahrazení ztrát těchto zásadních plavidel. Japonská porážka v bitvě u Midway, při níž byly potopeny čtyři z deseti tehdy provozovaných letadlových lodí japonského námořnictva, definitivně potvrdila, že stavba těchto bitevních lodí nikdy nezačne. Ve třetím díle série Battleships, nazvaném Axis and Neutral Battleships in World War II, autoři William H. Garzke a Robert O. Dulin uvedli, že tyto lodě by se staly „nejmocnějšími bitevními loděmi v historii“ díky své ohromující hlavní výzbroji o ráži 51 cm a rozsáhlé protiletadlové výzbroji.
Podobně jako u dokumentace k třídě Jamato, byly i plány a většina dokumentů k této třídě zničeny na konci války, aby se zabránilo jejich využití Spojenci. Přesto je známo, že finální návrh těchto lodí měl překonávat třídu Jamato jak palebnou silou, tak velikostí – hlavní výzbroj měla být tvořena tvořit šesti děly ráže 51 cm ve třech dvoudělových věžích, zatímco sekundární výzbroj měla být tvořena čtyřiadvaceti 100mm kanónů ve dvojhlavňových lafetách, podobných těm, které nesly torpédoborce třídy Akizuki. Výtlak měl přesahovat hodnoty Jamato, a plánováno bylo i boční pancéřování o síle 46 cm.

## Likvidace záznamů
V předvečer okupace Japonska Spojenci zničili důstojníci zvláštních služeb japonského císařského námořnictva prakticky veškerou dokumentaci, výkresy a fotografie týkající se bitevních lodí třídy Jamato, což zanechalo pouze kusé záznamy o konstrukčních charakteristikách a dalších technických údajích. Tato likvidace dokumentace byla natolik důkladná, že až do roku 1948 byly jedinými známými snímky Jamata a Musaši ty, které pořídily letouny amerického námořnictva při útocích na tyto dvě lodě. Přestože se v průběhu let objevily další fotografie a informace z dokumentů, které nebyly zničeny, ztráta většiny písemných záznamů výrazně ztížila detailní bádání o třídě Jamato. Vzhledem k nedostatku původních dokumentů pocházela většina informací o této třídě z výslechů japonských důstojníků po kapitulaci Japonska.
Zajímavou výjimku však představuje událost z října 1942, kdy na základě zvláštní žádosti Adolfa Hitlera dostal německý admirál Paul Wenneker, přidělený k německému námořnímu atašé v Japonsku, povolení prohlédnout si jednu z bitevních lodí třídy Jamato, která se tehdy nacházela v suchém doku na údržbě. Při této příležitosti poslal admirál Wenneker podrobný popis lodi do Berlína. Dne 22. srpna 1943 byl tento dokument předložen německému námořnímu historikovi Erichu Grönerovi, autorovi knihy Die Deutschen Kriegschiffe, 1815–1945, a bylo mu nařízeno popis interpretovat a připravit náčrt japonské bitevní lodi. Tento materiál byl zachován Grönerovou manželkou a publikován v 50. letech 20. století.

## Kulturní dopad

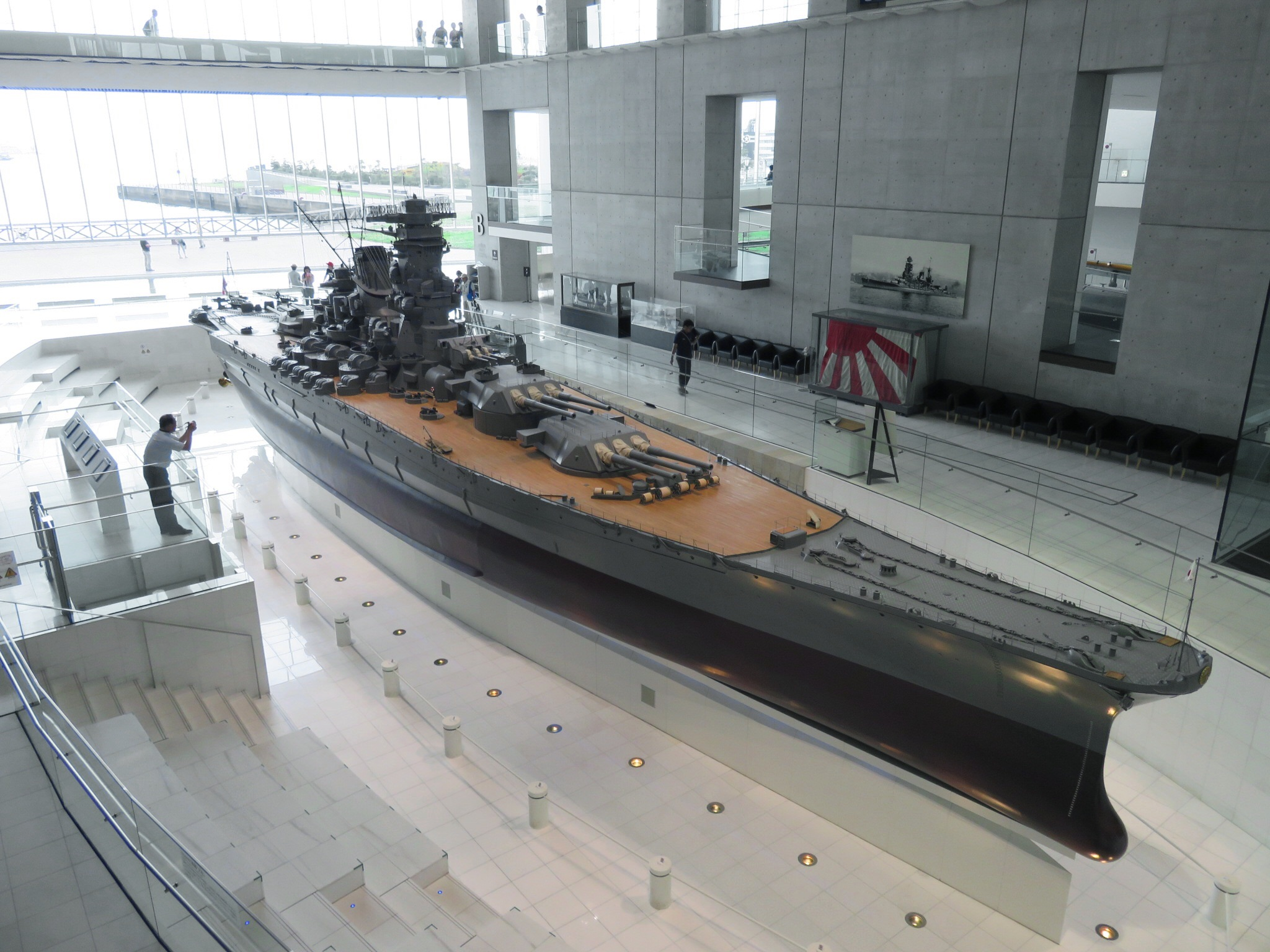
Model Jamato v měřítku 1:10 v Námořním muzeu v Kure

Od svého dokončení až do současnosti si Jamato a Musaši uchovávají významné místo v japonské kultuře – především však Jamato. Po dokončení představovaly tyto bitevní lodě vrchol japonského námořního inženýrství. Díky své velikosti, rychlosti a síle byly vnímány jako ztělesnění odhodlání a připravenosti Japonska bránit své zájmy vůči západním mocnostem, zejména Spojeným státům. Šigeru Fukudome, vedoucí operační sekce Generálního štábu císařského japonského námořnictva, popsal tyto dvě lodě jako „symboly námořní moci, které důstojníkům i mužstvu poskytovaly hluboký pocit důvěry v jejich námořnictvo“.
Jamato, a především příběh jejího potopení, se často objevuje v japonské populární kultuře, například v anime Space Battleship Yamato nebo ve filmu Yamato z roku 2005. Tato ztvárnění obvykle vykreslují její poslední misi jako statečný, nezištný, ale marný a symbolický pokus japonských námořníků o obranu vlasti. Jedním z důvodů, proč má tato loď v japonské kultuře takový význam, je skutečnost, že slovo Jamato bylo často používáno jako metaforické označení pro samotné Japonsko. Potopení bitevní lodi Jamato tak může sloužit jako metafora pro konec japonského císařství.